# Institut de physique des hautes énergies
Ne doit pas être confondu avec Institut de physique des hautes énergies (Espagne).
L'Institut de physique des hautes énergies (en russe : Институт физики высоких энергий) est un organisme de recherche situé à Protvino (près de Moscou) en Russie.
L'institut est connu pour l'accélérateur de particules et synchrotron U-70 (en) lancé en 1967.
Créé en 1963, le premier directeur de l'institut est Anatoli Logounov (de 1963 à 1974).
En 1978, un scientifique de l'institut, Anatoli Bougorski, est irradié par une dose extrême de faisceau de protons. Il a survécu à l'accident et a continué à travailler à l'institut.